# سیارک ۲۶۸۲۹
سیارک ۲۶۸۲۹ (به انگلیسی: 26829 Sakaihoikuen، نامگذاری:1989WN2) بیست و شش هزار و هشتصد و بیست و نهمین سیارک کشف شده‌است که در ۳۰ نوامبر ۱۹۸۹ کشف شد.